# Stendardo reale di Scozia

Il "Leone Rampante"

Lo Stendardo reale britannico usato in Scozia.

Lo Stendardo reale di Scozia, conosciuto anche come Stendardo reale dei Re di Scozia o semplicemente Leone Rampante, è lo stendardo usato dai Re di Scozia prima dell'unione con il Regno d'Inghilterra.
Lo stendardo è costituito da un leone rampante rosso con la lingua e gli artigli blu, all'interno di due linee rosse con gigli, in campo giallo. In linguaggio araldico: "d'oro al leone rampante rosso, con lingua e artigli d'azzurro, con una doppia orlatura fiorita e contrafiorita di gigli".
A seguito dell'Unione delle corone del 1603, lo stendardo è stato incorporato nello stendardo reale britannico, e compare nel secondo quarto in Inghilterra, mentre in Scozia è usata una versione dove il "Leone Rampante" è presente nel primo e nel quarto quadrante.

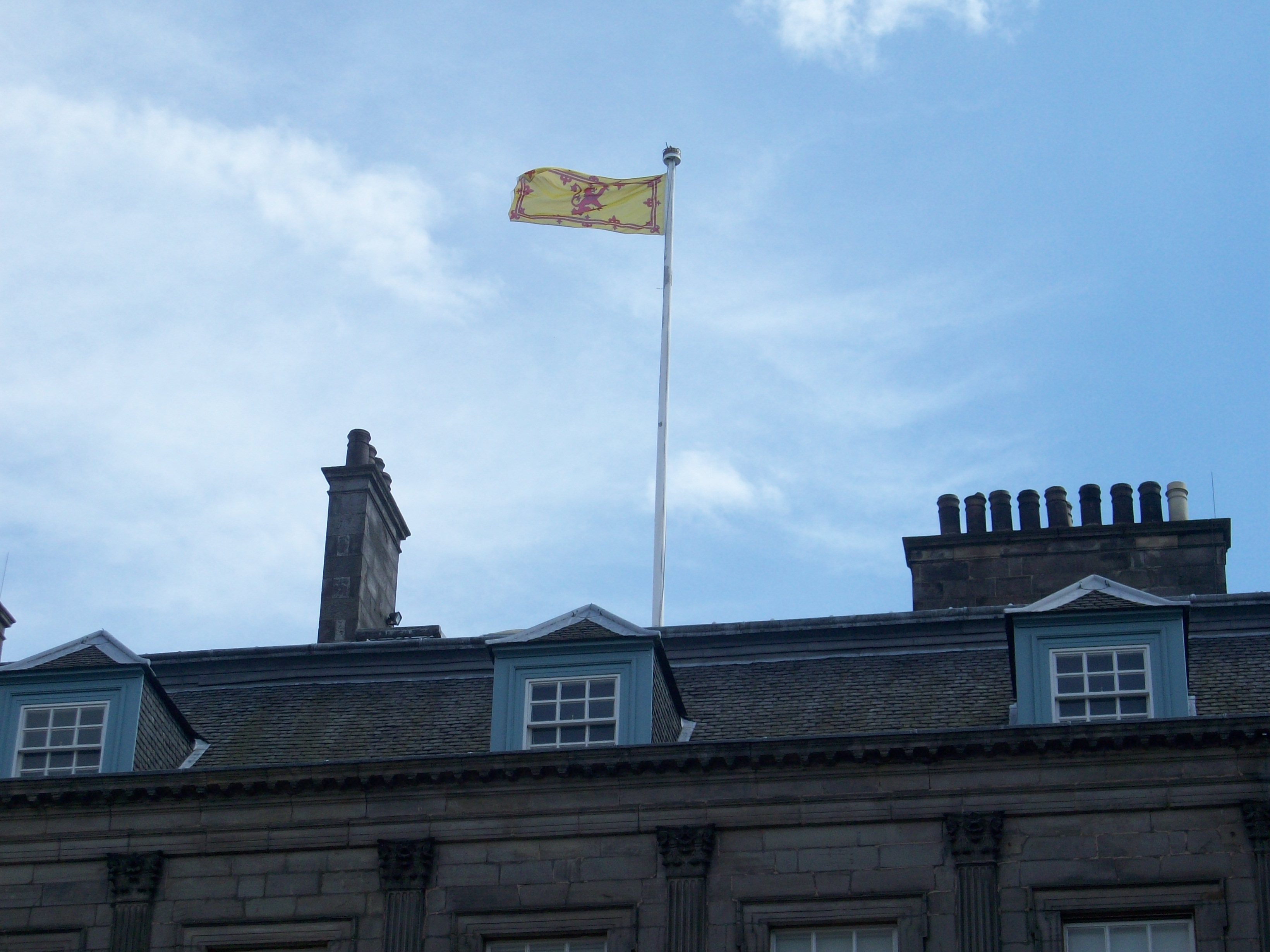
Lo stendardo scozzese sventola su Holyrood Palace a Edimburgo.

Oggi lo stendardo è usato ufficialmente nelle residenze reali scozzesi, l'Holyrood Palace e il Castello di Balmoral, quando il Re  non è presente; quando invece il sovrano si trova nelle residenze reali in Scozia è utilizzato lo stendardo reale britannico. Lo stendardo può anche essere utilizzato dai rappresentanti della corona, compresi il primo ministro, il Lord Liutenant, il Lord Alto Commissario dell'Assemblea Generale della Chiesa di Scozia e il Lord Lyon King of Arms.
Oggi, tuttavia, lo stendardo è usato - ufficiosamente - come la seconda bandiera nazionale della Scozia (specialmente agli eventi sportivi) e malgrado tale uso sia illegale secondo quando prevede l'atto del Parlamento scozzese 1672 cap. 47 e 30-31 Vict. cap. 17, la Corte del Lord Lyon non ha mai aperto cause legale.
Lo stendardo compare anche nello stemma del Duca di Rothesay (il titolo dell'erede al trono scozzese), nella bandiera del Reggimento Reale di Scozia e nello stemma della Nazionale di calcio scozzese.